# Antoine Rochaix
Antoine Rochaix, né le 17 juin 1762 à Saint-Jean-de-Maurienne et mort le 19 novembre 1836, est un homme d'Église savoyard.

## Biographie
Il est vicaire à La Table entre 1787 et 1788, puis curé en 1793 de la paroisse de La Rochette. En 1828, il est nommé évêque de Tarentaise alors qu'il est chanoine de la cathédrale de Chambéry, doyen du chapitre, vicaire général.